# 第八堡乡
第八堡乡，是中华人民共和国山西省吕梁市临县下辖的一个乡镇级行政单位。

## 行政区划
第八堡乡下辖以下地区：
第八堡村、西洼村、水道洼村、李家洼村、马鞍梁村、新庄则村、麻峪沟村、地林山村、马家湾村、曹家沟村、周家沟村、武家庄村、枣树墕村、贺家墕村、胡家庄村、雷家沟村、郝林甲村、杨家洼村、桃堡洼村和柴段咀村。